# Мирослав Радович
Мирослав Радович (на сръбски: Мирослав Радовић; род. на 16 януари 1984 в Горажде) е сръбски футболист, играе като полузащитник. Състезател на китайския Hebei China Fortune.

## Състезателна кариера
Първи мачове играл в отборите Мачва и Телеоптик. Извикан е в младежкия национален отбор на Сърбия и Черна гора.
През юли 2006 г. е трансфериран в Легия (Варшава) за сумата от 800 000€.
През март 2009 г. Радович получава покана за националния отбор на Черна гора, но отказва, твърдейки, че се чувства сърбин.
През същата година удължава договора си с Легия до 2012 г., а впоследствие и до 2014 г.
През юни 2014 г. на Гала Естракласи на Радович са връчени две награди за най-добър полузащитник и най-добър играч през сезон 2013/2014.

## Успехи

### Партизан
- Сръбска суперлига (1): 2004/05

### Легия (Варшава)
- Екстракласа (2): 2012/13, 2013/14
- Купа на Полша (5): 2007/08, 2010/11, 2011/12, 2012/13, 2014/15
- Суперкупа на Полша (1): 2008

### Индивидуални
- Чужденец на годината на вестник Пилка Ножна през 2011 г.
- Част от отбора на чужденците в Екстракласа на вестник Пилка Ножна през 2006 г.
- Полузащитник на годината на Гала Екстракласи през 2014 г.[3]
- Играч на годината на Гала Екстракласи през 2014 г.[3]